# Francisco Pinto Balsemão
Francisco José Pereira Pinto Balsemão (ur. 1 września 1937 w Lizbonie) – portugalski dziennikarz, przedsiębiorca mediowy i polityk, premier Portugalii (1981–1983), przewodniczący Partii Socjaldemokratycznej (1981–1983).

## Życiorys
Uzyskał licencjat z dziedziny prawa na Uniwersytecie Lizbońskim. po czym zajął się dziennikarstwem. W 1961 został redaktorem pisma „Mais Alto”, od 1963 do 1971 pracował jako dziennikarz i później dyrektor w gazecie „Diário Popular”. W 1973 założył pismo „Expresso”, którego został pierwszym redaktorem naczelnym.
W działalność polityczną zaangażował się pod koniec lat 60. w okresie rządów Marcela Caetano. W 1969 został wybrany do parlamentu z listy partii rządzącej. Należał do kilkuosobowej liberalnej grupy deputowanych, która dystansowała się wobec rządów dyktatorskich. W 1973, wobec braku demokratycznych przemian, podobnie jak Francisco Sá Carneiro zrezygnował z mandatu parlamentarnego.
Po rewolucji goździków z 1974 znalazł się w gronie założycieli Partii Ludowo-Demokratycznej, w 1976 przekształconej w Partię Socjaldemokratyczną. Od 1975 zasiadał w parlamencie – najpierw w konstytuancie (pełnił funkcję jej wiceprzewodniczącego), następnie w Zgromadzeniu Republiki. W styczniu 1980 został ministrem bez teki w rządzie, na czele którego stanął lider PSD Francisco Sá Carneiro. W grudniu 1980, po śmierci premiera w katastrofie lotniczej, socjaldemokraci nominowali go na nowego premiera. Urząd ten objął w styczniu 1981. Stał na czele dwóch gabinetów popieranych przez PSD, CDS i monarchistów. Do dymisji podał się w wyniku kryzysu politycznego pod koniec 1982, funkcję premiera pełnił do czerwca 1983, odchodząc ostatecznie po przegranych przez centroprawicę wyborach. Od 1981 do 1983 był również przewodniczącym swojego ugrupowania.
W 1986 krótko był posłem do Parlamentu Europejskiego. Wkrótce wycofał się z bieżącej polityki na rzecz działalności biznesowej. Związany zawodowo z branżą mediową jako współwłaściciel i prezes holdingu Impresa. Na początku lat 90. był założycielem SIC, pierwszej prywatnej telewizji w Portugalii. Aktywnie uczestniczył w spotkaniach Grupy Bilderberg. Był również przewodniczącym Europejskiej Rady Wydawców. Od 2005 powoływany w skład Rady Państwa, organu doradczego przy prezydencie.

## Życie prywatne
Jego matka była prawnuczką cesarza Brazylii Piotra I. Jego pierwszą żoną była Maria Isabel Lacerda Rebelo Pinto da Costa Lobo, z którą ma córkę i syna. Po raz drugi żonaty z Mercedes Aliu Presas, z którą ma również córkę i syna. Ma także syna z nieformalnego związku z Isabel Marią Supico Pinto.

## Odznaczenia
- Wielki Oficer Orderu Zasługi (1973, Portugalia)[7]
- Krzyż Wielki Orderu Chrystusa (1983, Portugalia)[7]
- Krzyż Wielki Orderu Infanta Henryka (2006, Portugalia)[7]
- Krzyż Wielki Orderu Wolności (2011, Portugalia)[7]
- Krzyż Wielki Orderu Korony (1981, Belgia)[8]
- Krzyż Wielki Orderu Krzyża Południa (1981, Brazylia)[8]
- Krzyż Wielki Orderu Honoru (1982, Grecja)[8]
- Krzyż Wielki Orderu Izabeli Katolickiej (1989, Hiszpania)[8]
- Order Jugosłowiańskiej Flagi I klasy (1983, Jugosławia)[8]
- Krzyż Wielki Orderu Piusa IX (1983, Watykan)[8]
- Order Flagi Węgierskiej Republiki Ludowej I klasy (1982, Węgry)[8]
- Krzyż Wielki Orderu Zasługi Republiki Włoskiej (1982, Włochy)[8]